# 王鰈
王鰈（おうちょう）は、北海道幌泉郡えりも町（日高振興局管内）から北海道函館市南茅部（渡島総合振興局管内）のえりも以西太平洋海域で漁獲され、同エリアで水揚げされるマツカワのブランド名称である。マツカワは、カレイ目カレイ科マツカワ属に属するカレイである。

## 特徴
王鰈は鰈類の中でも特に大型で、体長80センチ、体重6キロを超えるものもある。その大きさから座布団鰈の異名を持つ。
2002年12月に新ひだか町春立沖の水深180メートル海域で、全長63センチ、体長55センチ、重量4.5キロものがカレイ刺し網漁業で捕獲されたとの新聞報道（苫小牧民報 2002年12月11日「静内 63cm大きなマツカワ捕獲　まさに「王鰈」」）があったほか、釣り情報紙にその釣果が掲載されるほどである。
1975年頃までは日高振興局管内だけでも年間20トンの漁獲があったが、その後漁獲量が激減し今では幻の魚と言われる高級魚である。しかし大量放流が始まったため、捕獲量は増えている。

## ブランド
えりも以西太平洋海域の漁業協同組合、市町村により構成しているえりも以西栽培漁業推進協議会が地元産の大型カレイ、マツカワにブランドネームを付けることに決めた。北海道で「幻のさかな」と呼ばれるマツカワを消費者にはもちろんのこと、幅広くいろいろな人々に知ってもらうことが目的であった。2002年、広く親しまれる名称を公募し、応募総数2585件の中から審査の結果、最優秀ブランドネーム賞として「王鰈（おうちょう)」が選ばれた。「王鰈」は鰈の中の王様を表現しており、2007年に商標登録されている。

## 定義
えりも以西栽培漁業推進協議会は、「体長３５センチ以上の活または活〆のマツカワで、協議会の構成員である漁協および漁協組合員が認めた漁業者が品質を認定したもの」を王鰈として定義している。

## その他
北海道立栽培水産試験場には、北海道の在住魚拓作家の作品が展示されている。